# Paranymphon magnidigitum
Paranymphon magnidigitum är en havsspindelart som beskrevs av Hong, J.S och I.H. Kim 1987. Paranymphon magnidigitum ingår i släktet Paranymphon och familjen Ammotheidae. Inga underarter finns listade i Catalogue of Life.